# قهرمانان از دست رفته
قهرمانان از دست رفته (به انگلیسی: Hounds of War) فیلمی محصول سال ۲۰۲۴ و به کارگردانی جان سوآب است. در این فیلم بازیگرانی همچون فرانک گریلو، اندی گارسیا، ملیسا لیو، جاش هاچرسون، بو نپ، وندی مانیز، خوان پابلو رابا و مکای فایفر ایفای نقش کرده‌اند.